# Wymuszone zaginięcie

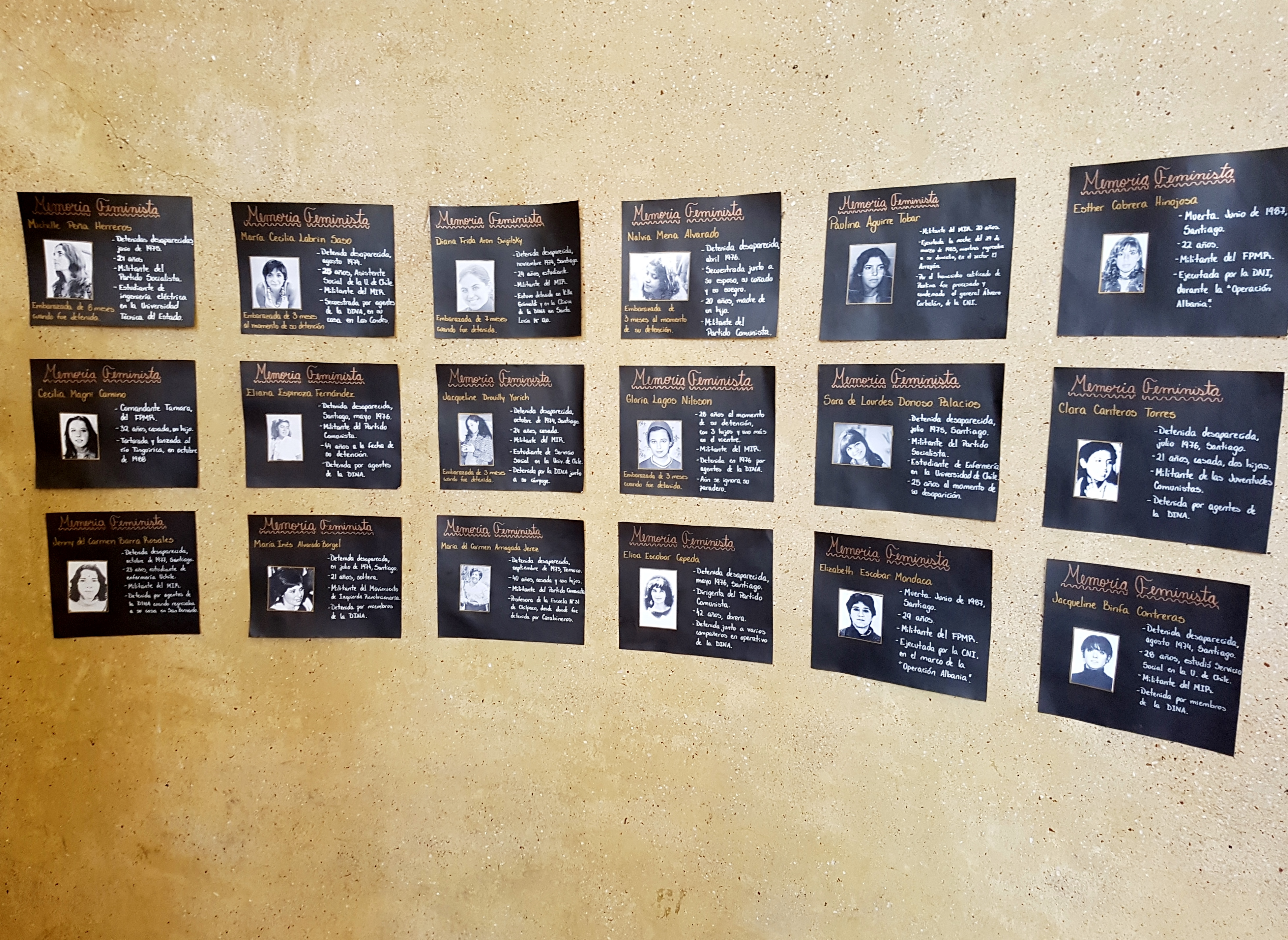
Wystawa poświęcona "przymusowo zaginionym" profesorom i studentom z Universidad de Chile

Wymuszone zaginięcie (rzadziej przymusowe zaginięcie) – tajne uprowadzenie lub uwięzienie osoby przez państwo, organizację polityczną lub przez osobę trzecią z upoważnienia, wsparcia lub przyzwolenia państwa lub organizacji politycznej, po którym następuje odmowa określenia losu tej osoby, z zamiarem pozostawienia ofiary poza ochroną prawa. Zjawisko wymuszonych zaginięć jest uznawane za jedno z najważniejszych zagadnień w tematyce praw człowieka i ich naruszeń.
Często wymuszone zaginięcie oznacza morderstwo: ofiara jest uprowadzana, może być nielegalnie przetrzymywana i torturowana podczas przesłuchania, ostatecznie zabita, a jej ciało potajemnie usuwane. Strona popełniająca morderstwo ma łatwą możliwość zaprzeczenia zarzutom, ponieważ nie ma dowodów na śmierć ofiary. W przypadkach wymuszonych zaginięć państwa są zobowiązane na mocy międzynarodowego prawa z zakresu przestrzegania praw człowieka do zwrotu szczątków osób przymusowo zaginionych ich rodzinom.
Wymuszone zaginięcia są często stosowane przez państwa totalitarne, ale istnieją także w środowiskach kryminalnych.

## Prawo międzynarodowe
Status Międzynarodowego Trybunału Karnego, który wszedł w życie 1 lipca 2002 r., uznaje, że w przypadku powszechnego lub systematycznego ataku skierowanego przeciwko ludności cywilnej „wymuszone zaginięcie” kwalifikuje się jako zbrodnię przeciwko ludzkości, dlatego nie podlega ono przedawnieniu w międzynarodowym prawie karnym. 20 grudnia 2006 r. Zgromadzenie Ogólne Narodów Zjednoczonych przyjęło Międzynarodową konwencję o ochronie wszystkich osób przed wymuszonym zaginięciem.

## Znane przypadki
Zjawisko wymuszonych zaginięć jest wyjątkowo częste w Ameryce Łacińskiej (desaparecidos). W ostatnich latach problem ten dotyczył także Ukrainy (w kontekście wojny w Donbasie).